# 青木美保 (演歌歌手)
青木 美保 （あおき みほ、1966年10月13日 - ）は、熊本県熊本市出身の演歌歌手。身長152cm。B80cm、W58cm、H82cm（1984年1月）。

## 略歴
幼稚園児の頃から、地元ののど自慢大会に出ては優勝するほどの歌唱力を持っていた。中学卒業後、単身上京し堀越高等学校に入学、高校進学後に本格的に歌の勉強を始める。
1982年、五木ひろしのファンクラブ加入時に開催されたファンの集いでカラオケ大会があり、「好きになった人」を歌い、五木にスカウトされる。約2年間のレッスンを経て、1984年3月21日「人生三昧」でキングレコードからデビュー。同年度、数々の音楽祭新人賞を受賞。
1985年、「哀愁海峡」が扇ひろ子他のリメイク発売で注目を浴びる。
1986年、「夢一輪」（作曲：五木ひろし）が、25万枚のヒット。
1988年、「化粧」（作曲：堀内孝雄）が、20万枚のヒット。
1989年、「女の夜汽車」が本格派演歌で30万枚のヒット。「夢一輪」「化粧」と共に代表作となる。
1992年より、島倉千代子の事務所に移籍、3作品をリリース。
1997年、「舟宿にて…」が、水谷豊・浅田美代子主演のTBSドラマ「演歌・唱太郎の人情事件日誌」シリーズで、浅田扮する売れない演歌歌手「神崎あかね」の持ち歌として使用される。その後、八代亜紀の事務所に移籍。妹のように可愛がられ、1999年発売「あなたの女」は、八代が青木をイメージして作詞を担当。10万枚のヒットに。
2000年、体調不良に陥り医師から仕事をセーブして治療に時間をかけるようにと指示があり、本格的な活動を中止。後に突発性痙攣性発声障害と判明。2009年、活動再開。2010年よりアクアプロモーションに移籍。
2011年3月23日、復帰第1弾として「夢一輪」より25年ぶりに、作詞：荒木とよひさ、作曲：五木ひろしによる「紅の花」を発売。その後もコンスタントに新曲の発売を行っている（ディスコグラフィ参照）。
2015年、一般社団法人アクアミネラーレ協会認定・アクアアドバイザーの資格を取得。同年10月7日、公式YouTubeチャンネル「みずみずしい生活」開始。

## ディスコグラフィ

### シングル
- 全てキングレコードからリリース。

| #  | 発売日          | 曲順 | タイトル               | 作詞         | 作曲       | 編曲            | 規格品番   |
| -- | --------------- | ---- | ---------------------- | ------------ | ---------- | --------------- | ---------- |
| 1  | 1984年 3月21日  | A面  | 人生三昧               | 松本礼児     | 岡千秋     | 斉藤恒夫        | K07S-530   |
| 1  | 1984年 3月21日  | B面  | 逢いたいな             | はぞのなな   | 岡千秋     | 斉藤恒夫        | K07S-530   |
| 2  | 1985年 2月21日  | A面  | 哀愁海峡               | 西沢爽       | 遠藤実     | 池多孝春        | K07S-703   |
| 2  | 1985年 2月21日  | B面  | 哀恋歌                 | 荒木とよひさ | 岡千秋     | 池多孝春        | K07S-703   |
| 3  | 1986年 5月21日  | A面  | 夢一輪                 | 荒木とよひさ | 五木ひろし | 池多孝春        | K07S-10100 |
| 3  | 1986年 5月21日  | B面  | 指先まで演歌           | 荒木とよひさ | 近江孝彦   | 池多孝春        | K07S-10100 |
| 4  | 1988年 1月1日   | A面  | 化粧                   | 荒木とよひさ | 堀内孝雄   | 馬飼野俊一      | K07S-10235 |
| 4  | 1988年 1月1日   | B面  | 11本の薔薇             | 荒木とよひさ | 堀内孝雄   | 馬飼野俊一      | K07S-10235 |
| 5  | 1989年 2月5日   | A面  | 女の夜汽車             | 横山賢一     | 聖川湧     | 池多孝春        | K07S-10294 |
| 5  | 1989年 2月5日   | B面  | 恋はいいもの味なもの   | 石本美由起   | 岡千秋     | 池多孝春        | K07S-10294 |
| 6  | 1992年 7月22日  | 01   | 恋化粧                 | たかたかし   | 幸耕平     | 竜崎孝路        | KIDX-78    |
| 6  | 1992年 7月22日  | 02   | ひとり泣いて           | たかたかし   | 幸耕平     | 竜崎孝路        | KIDX-78    |
| 7  | 1993年 9月22日  | 01   | 流氷挽歌               | 石本美由起   | 幸耕平     | 池多孝春        | KIDX-125   |
| 7  | 1993年 9月22日  | 02   | 雨の渡船場             | 石本美由起   | 幸耕平     | 池多孝春        | KIDX-125   |
| 8  | 1994年 10月21日 | 01   | おんなの冬景色         | 荒木とよひさ | 幸耕平     | 桜庭伸幸        | KINX-182   |
| 8  | 1994年 10月21日 | 02   | ひとり暮らし           | 荒木とよひさ | 幸耕平     | 桜庭伸幸        | KINX-182   |
| 9  | 1996年 7月24日  | 01   | 愛にさよなら           | ひうら一帆   | ひうら一帆 | 今泉敏郎        | KIDX-276   |
| 9  | 1996年 7月24日  | 02   | 恋はぐれ               | ひうら一帆   | ひうら一帆 | 今泉敏郎        | KIDX-276   |
| 10 | 1997年 5月21日  | 01   | 舟宿にて…              | 山田孝雄     | 三島大輔   | 伊戸のりお      | KIDX-318   |
| 10 | 1997年 5月21日  | 02   | 残り火                 | 山田孝雄     | 三島大輔   | 伊戸のりお      | KIDX-318   |
| 11 | 1998年 6月26日  | 01   | 幸せならばいいじゃない | 山田孝雄     | 聖川湧     | 南郷達也        | KIDX-393   |
| 11 | 1998年 6月26日  | 02   | ひとり…晩愁            | 小金井一正   | 岡千秋     | 丸山雅仁        | KIDX-393   |
| 12 | 1999年 10月22日 | 01   | あなたの女             | 八代亜紀     | 弦哲也     | 竜崎孝路        | KIDX-484   |
| 12 | 1999年 10月22日 | 02   | 女の能登路             | 四位例章     | 乙田修三   | 伊戸のりお      | KIDX-484   |
| 13 | 2011年 3月23日  | 01   | 紅の花                 | 荒木とよひさ | 五木ひろし | 竜崎孝路        | KICM-30346 |
| 13 | 2011年 3月23日  | 02   | なみだの海峡           | 山田孝雄     | 聖川湧     | 南郷達也        | KICM-30346 |
| 14 | 2012年 11月21日 | 01   | 風花しぐれ             | 石原信一     | 弦哲也     | 桜庭伸幸        | KICM-30468 |
| 14 | 2012年 11月21日 | 02   | 音無橋から             | 石原信一     | 弦哲也     | 桜庭伸幸        | KICM-30468 |
| 15 | 2014年 9月24日  | 01   | 海鳥よ                 | たかたかし   | 徳久広司   | 萩田光雄        | KICM-30611 |
| 15 | 2014年 9月24日  | 02   | 遠見の橋から           | たかたかし   | 徳久広司   | 萩田光雄        | KICM-30611 |
| 16 | 2016年 9月21日  | 01   | 秋燕                   | 麻こよみ     | 岡千秋     | 前田俊明        | KICM-30755 |
| 16 | 2016年 9月21日  | 02   | 満天の星               | 麻こよみ     | 岡千秋     | 前田俊明        | KICM-30755 |
| 17 | 2017年 9月27日  | 01   | 花海棠                 | 麻こよみ     | 岡千秋     | 前田俊明        | KICM-30817 |
| 17 | 2017年 9月27日  | 02   | おんな一輪演歌節       | 麻こよみ     | 岡千秋     | 前田俊明        | KICM-30817 |
| 18 | 2018年 9月5日   | 01   | 乙姫川                 | 麻こよみ     | 岡千秋     | 伊戸のりお      | KICM-30878 |
| 18 | 2018年 9月5日   | 02   | 男と女の港町           | 麻こよみ     | 岡千秋     | 伊戸のりお      | KICM-30878 |
| 19 | 2020年 5月27日  | 01   | 大輪の花〜第二章〜     | 八代亜紀     | 弦哲也     | 前田俊明 斉藤功 | KICM-30978 |
| 19 | 2020年 5月27日  | 02   | 命ひとすじ (新録音)    | 八代亜紀     | 弦哲也     | 前田俊明        | KICM-30978 |

### アルバム
| 発売日         | タイトル                                 | 規格品番 |
| -------------- | ---------------------------------------- | -------- |
| 1984年12月5日  | 演歌三昧                                 | K28A-618 |
| 1985年6月21日  | 哀愁海峡                                 | K28A-667 |
| 1986年11月21日 | 夢一輪                                   | K32X-103 |
| 1988年7月21日  | 化粧                                     | K32X-272 |
| 1989年7月21日  | 女の夜汽車                               | 292A-37  |
| 1990年7月21日  | 恋・ふ・た・い・ろ〜女の夜汽車、夢一輪〜 | KICX-26  |
| 1994年2月23日  | 流氷挽歌                                 | KICX-308 |

- 全曲集…1990年〜1999年、2004年、2005年、2011年、2013年〜2022年発売。
- ベストセレクション…2017年〜2023年発売。

#### 参加アルバム
| 発売日         | タイトル                                     | 収録曲                                  | 規格品番  |
| -------------- | -------------------------------------------- | --------------------------------------- | --------- |
| 2013年11月27日 | 女性ポップス"新"黄金時代〜甦る名曲カバー集〜 | 別れの予感 赤いスイートピー 孤愁人 秋桜 | KICX-893  |
| 2019年5月15日  | 酒場演歌 ベスト                              | 雨酒場                                  | KICW-6275 |

### 映像作品
| 発売日        | タイトル                               | 規格 | 規格品番  |
| ------------- | -------------------------------------- | ---- | --------- |
| 2016年8月10日 | DVDカラオケ全曲集ベスト8 2016 青木美保 | DVD  | KIBK-6067 |

## テレビ番組

### レギュラー出演
- テレビ東京「歌はその気で」 - 1988年より3年間、殿さまキングスと司会を担当。

### その他の主な出演番組
- 1984年、各音楽祭出演 ※新人賞多数受賞
- 朝日放送「シャボン玉プレゼント」
- TBS「8時だョ!全員集合」
- 日本テレビ「歌のワイド90分!」、「スターの挑戦」
- テレビ東京「演歌の花道」、「にっぽんの歌」
- NHK総合「ひるのプレゼント」、「歌謡パレード」、「NHKヒットステージ」
- フジテレビ「ヒットスタジオ演歌」
- NHK BSプレミアム「BS日本のうた」
- 1995年正月放送 「第6回芸能人チャリティーゴルフ大会」 - 女子の部で優勝（これまでの最小スクロール 79）
- BS朝日「日本の名曲　人生、歌がある」（制作：P&D）
  - 2016年5月4日放送：『夢一輪』、『大阪の女』（伍代夏子と共演）

## ラジオ番組
- MBSラジオ「MBSミッドナイトドライブ パートII」 - 1993年10月より1年半、パーソナリティを担当。
- 東海ラジオ「青木美保 歌の旅びと」 - 2012年 - 2014年、パーソナリティを担当。

## 舞台/記念公演
- 2012年11月「歌蝶風月旅日記」
- 2014年10月 赤坂・草月ホールにて「30周年記念コンサート」
- 2018年9月  渋谷・さくらホールにて「35周年記念コンサート」

## 海外公演
- ハワイ：1985年
- シンガポール・マレーシア：1987年
- エジプト：1990年
- ロサンゼルス：2000年
- マレーシア：2005年9月、2006年1月・6月